# 三沢光晴
三沢 光晴（みさわ みつはる、1962年6月18日 - 2009年6月13日）は、日本の元男性プロレスラー。本名：三澤 光晴（読み同じ）。北海道夕張市出身、埼玉県越谷市育ち。血液型O型。1981年に全日本プロレスにてデビューし、同団体のトップレスラーとして活躍した後、2000年にプロレスリング・ノアを旗揚げした。

## 生涯

### 少年時代
1962年6月18日、北海道夕張市に生まれる。父親は北海道炭礦汽船に勤務していたが、三沢が生まれて間もなく夕張炭鉱が閉山同然の状態となったため、一家は埼玉県越谷市へ転居した。そのため、三沢に北海道での記憶は全くないという。三沢の母親は「樹」という文字が好きだったため「秀樹」と名付けるつもりだったが、父親がそれを無視し、当時のテレビドラマの主人公だったという「光晴」名で勝手に出生届を出してしまったため「光晴」と名付けられた。
三沢は子供のころから体が大きかったが、当時から運動神経が良く、小学校時代には越谷市が開催した走り幅跳びの大会で優勝したこともある。ただし、三沢曰く幼稚園の頃から家に一人でいることが多かったといい、近所でやっていた少年野球チームに入ろうとしたことがあったものの仲間と打ち解けることができず、「意外に内向的な子供だったんですよ」と振り返っている。なお、小学生の頃の三沢はボクサーになりたいと思っていた。
中学校に入学すると器械体操部に入部。2年生の時、テレビで全日本プロレス中継を見て「観るよりやるほうが絶対におもしろい」と直感した三沢はプロレスラーを志すようになる。三沢は中学校を卒業してすぐにプロレスラーになるつもりだったが、担任の教師と母親にレスリングの強い高校へ進学して基礎を学んでからの方がよいと説得され、埼玉県内にレスリング部があるのは埼玉栄高校だけだったため、当時2年連続でインターハイを制していた足利工業大学附属高等学校に特待生として進学し、同校のレスリング部に入部した。三沢は高校の3年間を学校の寮で過ごし、ハードな練習に明け暮れる日々を送った。三沢は入学して1か月が経った頃に行われた練習試合で他校の2年生を相手に勝利し、3年時には国体（フリースタイル87kg級）で優勝するなど活躍したが、三沢にとってレスリングはプロレスラーになるための手段に過ぎず、競技自体を好きになることはなかった。
なお、三沢は高校2年時に寮を抜け出し、当時六本木にあった全日本プロレスの事務所を訪れ、入門を志願したことがある。この時はジャンボ鶴田から「頑張って高校を卒業してから来なさい。俺は大学を卒業してからプロレス入りしたんだから、決して遅くはないと思うよ」と諭されて断念している。

### 全日本プロレス入門
高校卒業後の1981年3月27日、全日本プロレスに入門。同年8月21日に浦和競馬場正門前駐車場で行われた越中詩郎戦でデビューした。入門から5か月でのデビューは全日本プロレス史上最速であった。1983年にはルー・テーズ杯争奪リーグ戦に出場して決勝に進出し、越中に敗れて優勝はならなかったものの、この試合の特別レフェリーを務めたルー・テーズは「日本で見た若手選手の試合のベストバウトじゃないか」とこの試合を高く評価した。三沢の1年前に入門したターザン後藤によると、三沢は受身を覚えるのが早く、瞬く間に自身と同じレベルに達したといい、またコーチ役だった百田光雄によると、三沢はあらゆる種類の受け身を1回教えれば大体覚えたという。冬木弘道によると三沢は当時から天才タイプで、「（三沢は）誰かから『あれやってみろ』と言われたこと」がすぐにできたといい、頭の中でイメージした動きができる理想的なレスラーだと評している。ジャイアント馬場は、練習において受け身の音を聞いただけで三沢が受け身をとったことがわかったとされている。
もともと全日本プロレスではジャイアント馬場以下、ジャンボ鶴田、タイガー戸口、天龍源一郎、ロッキー羽田、桜田一男などの大型レスラーが重視される傾向にあったが、若手レスラーの指導に当たっていた佐藤昭雄の後押しを受けて頭角を現すようになる。ちなみに、当時の全日本プロレス練習生の月給は5万円であったが、三沢だけは特別に7万円貰っていた。

### タイガーマスク（2代目）として活躍
1984年春、三沢は越中とともにメキシコへ遠征に出発した。当初は越中・三沢ともに本名で試合に出場していたが、後に越中は柔道や空手を連想させる白の道着風のロングトランクスに「必勝」と書かれた鉢巻を巻いて日章旗を持った出で立ちの「サムライ・シロー」、三沢は赤ラメのジャンパーに白いラインが入った赤のロングタイツという出で立ちの「カミカゼ・ミサワ」というリングネームに改名して試合に出場していた。しかし、数か月が経ったある日、三沢は馬場から国際電話で「コーナーポストに飛び乗れるか」と問われ、飛び乗れると答えたところ直ちに帰国するよう命じられた。三沢は7月22日にメキシコから日本へ極秘帰国し、馬場から2代目タイガーマスクとなるよう命令を受ける。三沢は初代タイガーマスク（佐山聡）のファンから二番煎じ扱いされるのではと抵抗を感じたが、2代目タイガーマスクは全日本、ジャパンプロレス、梶原プロダクション、日本テレビによる一大プロジェクトとなっており、すでにデビュー戦のスケジュールは組まれていた。
2代目タイガーマスクとなった三沢は7月31日の蔵前国技館大会にてお披露目され、8月26日に行われた田園コロシアム大会でのラ・フィエラ戦でデビューした。当初はジュニアヘビー級戦線で活躍し、初代の佐山を相手に「虎ハンター」と称された小林邦昭との抗争を展開。1985年8月31日には小林を破ってNWAインターナショナル・ジュニアヘビー級王座を獲得したが、同年10月にヘビー級に転向した。
1986年にはアメリカに遠征し、4月19日にNWAのジム・クロケット・プロモーションズがルイジアナ州ニューオーリンズのスーパードームで開催したタッグチーム・トーナメント "Crockett Cup" に馬場とタッグを組んで参戦、シード出場した2回戦でジミー・ガービン&ブラック・バートに勝利したものの、準々決勝でロニー・ガービン&マグナムTAに敗退した。4月20日にはミネソタ州ミネアポリスのメトロドームで開催されたAWAの "WrestleRock 86" に出場、AWA世界ライトヘビー級王者バック・ズモフから勝利を収めた。1988年1月2日には後楽園ホールにて、カート・ヘニングが保持していたAWA世界ヘビー級王座に挑戦している。
タイガーマスク時代の三沢は、初代タイガーマスク（佐山聡）が確立した華麗な空中技を受け継ぐ必要に迫られた。これでは三沢が本来目指すプロレスを前面に出せないことを意味し、三沢はそのことに苦しんだ。そのため三沢はヘビー級に転向した理由について、「ファンが望む空中技をふんだんに取り入れつつも、2代目タイガーマスクとしての個性の確立を目指すようになったためであった」と説明している。空中技を多用したことで三沢の膝には負担がかかり、左膝前十字靱帯断裂を引き起こし、負傷箇所の手術を受けるため1989年3月から1990年1月にかけて長期欠場を余儀なくされた。
三沢のタイガーマスク時代に全日本プロレス中継の実況アナウンサーを務めていた倉持隆夫によると、三沢にはアメリカのプロレス界ではマスクマンは負け役で地位が低いという意識があり、そのため取材の際には本名で呼びかけないとまともな受け答えをしてもらえなかったと回顧している。倉持はタイガーマスク時代の三沢を「劇画のヒーローになったのだから、もっと劇画の世界のように、奇想天外な、自由奔放な発言をして、メディアを煙に巻くぐらいの話をすればいいのに、根が真面目な三沢青年は、最後までマスクマンレスラーになれなかったのだ」と評している。タイガーマスク時代の三沢は自己主張を強く行わなかったため、「口の重い虎戦士」と呼ばれた。週刊ゴング元編集長の小佐野景浩は2代目タイガーマスクとしての三沢について、「ヒーローは常に強くなければいけないのに、『やられてばかりで勝てないタイガーマスク』という印象が強い」とし、日本人・外国人選手にしても相手は格上ばかりだったためどうしても受けのファイトになってしまったこと、また当時の全日本は両者リングアウトなどの不透明決着で終わる試合が多かったことで三沢の勝率も決して高くはなかったため、「その意味で三沢タイガーは気の毒だった」と述べている。ただし、2代目タイガーマスクとして受けに回っている場面を多く経験したことで、「それは後の"不屈の三沢"を培ったと思う」と述べている。
なお、全日本では「タイガーマスクは1年に1つ新しい技を開発する」と宣伝していたため、三沢がタイガーマスク時代に開発した技の名前には「タイガー・スープレックス'84」といった具合に開発年がついている。ちなみに、三沢は2代目タイガーマスクとして活動していた最中の1988年5月に結婚したが、その際に記者会見で夫人がマスクを脱がせる演出によって4年5か月ぶりに公の場で素顔となって正体を明かし、その上で2代目タイガーマスクとしての活動は続行するという、覆面レスラーとしては異例の行動に出ている。

### 超世代軍・プロレス四天王の中心として活躍
1990年春、天龍源一郎が全日本を退団しSWSへ移籍したことで、複数のプロレスラーが天龍に追随した（SWS騒動）。この騒動により、全日本は天龍対鶴田という当時の黄金カードを失うことになり、存亡の危機に晒された。騒動の最中の5月14日、「マスクマンが上を狙うのは限界がある」と感じていた三沢は、この日の試合中（東京体育館、タイガーマスク＆川田利明 vs 谷津嘉章＆サムソン冬木）、パートナーの川田にマスクの紐を解くように指示して唐突に素顔に戻り、脱いだマスクを客席に向かって投げ入れた。この試合から2日後の16日にはリングネームを「三沢光晴」に戻すことを発表し、ポスト天龍に名乗りを上げた。
三沢は川田利明、小橋健太らと共に超世代軍を結成。1990年6月8日に「全日の『強さ』の象徴」と見られていた鶴田とのシングルマッチで勝利を収め、1992年8月22日にはスタン・ハンセンを破って三冠ヘビー級王座を獲得するなど、超世代軍の中心レスラーとして活躍した。超世代軍とジャンボ鶴田を中心とする鶴田軍の世代抗争は全日本の新たな名物カードとなった。特に超世代軍は高い人気を獲得し、全日本に大きな収益をもたらした。仲田龍（リングアナウンサー。後にプロレスリング・ノア取締役）によると超世代軍は女性人気が高く、1993年に「超世代軍といくハワイツアー」を開催した際には、参加者143人のファンのうち140人が女性のファンだったという。永源遙は、超世代軍の人気は初代タイガーマスクを凌ぐほどであったと述べている。三沢はこの時期にエルボーやフェイスロックといった必殺技を習得した。
1992年7月、ジャンボ鶴田が内臓疾患で長期休養を余儀なくされたことによって超世代軍と鶴田軍の抗争は終了し、同時に三沢は実質的なエースとなった。超世代軍の活動は1993年に川田が離脱したことで区切りを迎え、以降は小橋・川田・田上明とともにプロレス四天王の一人として全日本プロレスの中心を担った。三沢は1992年8月から1999年10月にかけて三冠ヘビー級王座を5度戴冠、21度防衛。1994年3月5日には全日本の象徴的存在であったジャイアント馬場からタッグマッチでフォール勝ちを収め、名実ともに同団体を代表するレスラーとなった。
超世代軍が結成された当時、馬場は凶器攻撃、流血、リングアウト・反則・ギブアップによる決着のない試合よりも、3カウントフォールによってのみ決着するプロレスを理想とするようになり、三沢たち超世代軍のレスラーは馬場の理想を具現化すべく、大技をカウント2.9で返し続ける激しい試合を行うようになった。プロレス四天王の時代になると、三沢達は次第に考案者である馬場の想像すら凌駕する激しい試合を繰り広げるようになった。馬場は三沢が川田と対戦した1993年7月29日の三冠戦について、「三沢と川田の勝因なんて、テレビ解説者として恥ずかしいが、高度な展開すぎて、俺にはわからないよ」と放送席でコメントし、同じく川田と対戦した1997年6月6日の三冠戦は、馬場が「あまりにもすごい」と涙したほど激しい試合として知られている。三沢自身はその中でも小橋との戦いを「持てる力のすべてを発揮し、極限の力を見せることができる」戦いとして認識しており、両者の試合の激しさは三沢自身が死の恐怖を感じることがあったほどであった。小橋は1997年1月20日に三沢の挑戦を受けた三冠戦の数日前に、母親に対して電話で「もし俺に何かあっても、決して三沢さんのことは恨まないでくれ」と伝えたことが知られている。受け身の技術が向上していくのと並行して危険な投げ技の攻防が注目されるようになり、このような大技を連発するプロレスは「王道プロレス」、「四天王プロレス」と呼ばれ、プロレスファンの絶大な支持を集めた。レフェリーとして三沢の試合を裁いた和田京平によると、試合中の三沢はどんなに攻撃を受けても音をあげず、「大丈夫か?」と問いかけると「大丈夫」と答えて試合を続ける意思表示をしたという。

### 全日本プロレスの社長に就任
全日本プロレスではジャイアント馬場の妻である馬場元子が会社の運営について大きな発言権を有し、試合会場での実務や対戦カードにまで口出しする状況が続いていた。仲田龍によると、1996年に三沢は元子に反発を覚えるレスラーや社員を代表する形で、元子本人に「周囲の人間の声に耳を傾けた方がよい」という内容の忠告をしたことがあったという。これがきっかけで三沢は元子と対立するようになり、1998年には馬場に対して所属レスラーを代表する形で「元子さんには現場を退いてもらえないでしょうか」と直談判するなど、対立を深めていった。
1999年に馬場が死去すると、マッチメイクなど現場における権限を譲り受けていた三沢はレスラーの支持を受けて後継の社長に就任した。ただし、馬場の死後約3カ月間もの間紛糾した末の人事であった。三沢は就任時に「いいものは採り入れて、今までとは違う新しい風を吹き入れてやっていきたい」と抱負を語ったものの、株式は三沢ではなく元子が保有しており、何をするにも自分に断りを入れるように要求する元子の前に思うように会社を運営することができなかった。
三沢がマッチメイクの権限を所有するようになってからはピンフォールによってのみ決着するスタイルは崩れ、リングアウトやギブアップで決着する試合が出るようにはなったものの、三沢は1998年に当時秋山準と組んでいたタッグを解体して前座での出場が多かった小川良成とタッグを結成して世界タッグ王座を獲得、また中堅に埋もれていた大森隆男が主張を始め、フリーとして全日本に参戦していた高山善廣とタッグチーム『NO
FEAR』を結成してアジアタッグ王座を獲得、さらに四天王の戦いに秋山準が絡むようになり、こうした全日本の変化をマスコミは「三沢革命」と称した。しかし、和田京平によると元子は三沢が決めたマッチメイクに対して必ず反対意見を出したといい、また仲田龍によると、三沢には馬場の運営方針を100%受け継ぐことが要求され、新たな試みを行うことは一切禁じられたという。三沢は会社の経費削減についても考えなければならず、巡業の際の移動手段や宿泊先なども変更を検討していたが、元子はこのようなことに関しても「馬場全日本の伝統を崩す行為」と捉えていたことで、三沢は会社の収支を考えなければならない一方で、「馬場全日本」の伝統とも向かい合わなければならない板挟みとなっていた。
三沢は全日本の社長としてこうした環境を経験したことで、ノア旗揚げ後に上梓した自伝『船出』において、「オレのやろうとすることが、尊敬する馬場さんが作り上げたプロレスを汚すと言われ、更に全日本らしくないと非難されるなら、俺の方から身を引く」と全日本退団を決意する原因になったと述懐している。さらに三沢は経営に関する不透明な部分を目にするうちに全日本に対する不信感が募り、その結果プロレスそのものに対して愛想が尽きかねない心境になり、そうなる前に退団した方がいいと思うようになったとも述べている。

### プロレスリング・ノア設立 - 最期
2000年5月28日、臨時取締役会において三沢は社長を解任された。6月に入って東京スポーツが「三沢 社長解任」と報道し、同月13日に三沢は定例役員会において取締役退任を申し出、これをもって三沢は全日本を退団することになった。三沢は既に退団後に新団体を設立する構想を抱いており、16日に行われた記者会見において改めて全日本退団を発表すると、自身を含めて会見に同席したレスラー24人で新団体を設立することを宣言した。当初の三沢の構想は居酒屋を経営しながら5人の新人を育成し、3試合ほどの小さな興行を催すというものであったが、三沢以外に9人いた取締役のうち5人が三沢に追随して退任するなど社内から三沢の行動に同調する者が続出、全日本を退団して新団体に参加するレスラーは練習生を含め26人にのぼり、スタッフも含めて50人近くの賛同者が出た。一方、全日本への残留を表明した選手は川田利明、渕正信の2人に、当時留学生扱いだったマウナケア・モスマンを含めた3人だけだった。
予想より多くの選手が新団体への参加を表明したため三沢は仲田龍と共に資金繰りに苦しみ、三沢は自身の保険を解約し、さらに自宅を担保に金を借り入れて選手たちの給料に充てた。その後、18日に催された「ジャンボ鶴田メモリアル献花式」において、鶴田夫人の保子は今回の件について、「主人が生きていたら、三沢君の行動を支持していたと思います。でも、三沢君に全日本の名前を潰す権利はない」とコメントした。
7月4日、新団体の名称は「プロレスリング・ノア」（由来は『創世記』に登場するノアの方舟）に決まったことが発表され、三沢は記者会見において自身が目指す「理想のプロレス」について、「抽象的ですが、選手とファンがどっちも楽しめるプロレスを目指していきたいと思います」と語った。8月5日にディファ有明で旗揚げ戦が行われ、当日のチケットはわずか20分で完売し、前日夜の時点で当日券を求める100人以上のファンが列をなし、前売券も完売した。当日は三沢の指示で急遽会場外の駐車場に大型ビジョンを設置し、チケットが手に入らなかったファンのために無料で視聴できるサービスを展開し、1300人が大型ビジョンで観戦した。ディファ有明は三沢と行動をともにした仲田龍と関係の深い施設で、ノアの事務所と道場もここに置かれた。ノアでは旗揚げ当初から入場花道、スモーク、レーザー光線などの演出を積極的に採用し、他団体との交流やファンサービス興行を開催するなど、馬場全日本時代とは異なる風景を実現させた。
なお、三沢らノア勢には全日本退団後に興行主（プロモーター）が主催する売り興行に出場する契約があったため、その興行主への配慮から7月に全日本の大会に4日間出場している。全日本所属選手として最後の試合となったのは20日の博多スターレーンでの試合となったが、13日に愛媛県松山市のアイテムえひめで行われた試合では、試合を終えて退場する際に観客から「裏切り者」と罵声を浴びせられた。これに対し三沢は「お前にとっての裏切り者ってどういうものなのか聞いてみたいよ」、「オレの人生をその人が保証してくれるのか」と発言し怒りを露わにした。

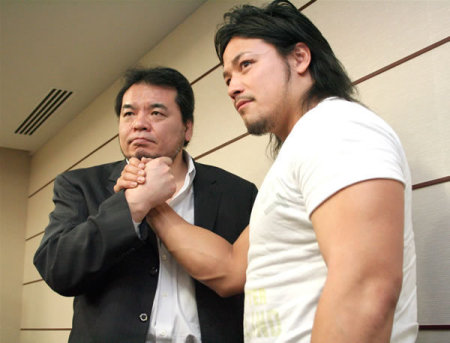
2009年5月6日、日本武道館にて第2回「グローバル・タッグ・リーグ戦」のタッグパートナーである潮崎豪（右）と握手を交わす三沢光晴（左）。

仲田龍いわく、ノア旗揚げ後の三沢は常に体調が悪く、思うように練習ができない日々が続いた。しかし、三沢はノア旗揚げ以降1度も試合を欠場せず、GHCヘビー級王座を3度（初代、5代、11代）、また小川良成とのコンビでGHCタッグ王座を2度（2代、8代）獲得。2007年にはGHCヘビー級王者として1年間防衛を続け、それまで縁のなかったプロレス大賞MVPに当時史上最年長（45歳）で選出された。また2009年5月6日には潮崎豪とのコンビで第2回「グローバル・タッグ・リーグ戦」の優勝を果たした。
三沢は激しい試合の代償で視神経や脳神経にダメージが及び、全日本時代から思った通りに言葉が出ない、日中でも立ちくらみがするといった症状に悩まされていたが、晩年は頸椎に骨棘と呼ばれる棘状の軟骨が増殖して下を向くことも後ろを振り向くことも困難になり、右目に原因不明の視力障害が起こるなど体力面の不安が深刻化した。頚部は歯を磨く、ガウンの襟の部分が当たる、寝返りを打つだけで痛みが走る状態にあり、さらに肩、腰、膝にも慢性的な痛みを抱えていた。この頃の三沢は周囲に「辞めたい」「引退したい」と口にすることが多くなっていたが、生前の三沢と親交があった徳光正行によると、一度自ら休養することを進言したことがあったが、その時に三沢から次のように反論されたという。
2009年6月9日、東京スポーツの取材に応じた三沢は「もうやめたいね。体がシンドイ。いつまでやらなきゃならないのかなって気持ちも出てきた。」と吐露していた。それから4日後の6月13日、三沢は広島県立総合体育館グリーンアリーナ（小アリーナ）で行われたGHCタッグ選手権試合に挑戦者として出場（【王者チーム】バイソン・スミス＆齋藤彰俊 vs 【挑戦者チーム】三沢＆潮崎豪）。試合中、齋藤の急角度バックドロップを受けた後、意識不明・心肺停止状態に陥った。リング上で救急蘇生措置が施された後、救急車で広島大学病院に搬送されたが、午後10時10分に死亡が確認された。46歳没。三沢が意識を失う前にレフェリーの西永秀一が「試合を止めるぞ!」と問い掛けた際に、かすかに「止めろ…」と応じたのが最後の言葉となった。
翌14日、広島県警察広島中央警察署は、三沢の遺体を検視した結果、死因をバックドロップによって頭部を強打したことによる頸髄離断であると発表した。
週刊ゴング元編集長の小佐野景浩や日本の複数のプロレス団体でリングドクターを務める林督元は、三沢が受けたバックドロップ自体は危険なものではなく受け身もとれており、三沢の死は事故であったという見解を示している。週刊プロレス編集長（当時）の佐久間一彦は、「本当に普通のバックドロップで、技にも受け身にもミスがなかった。あれは危ないシーンではなかった」と証言し、一連の連続写真は佐久間の判断で週プロにも掲載された。一方でプロレス関係者やファンの中には、三沢の死は過激な試合を繰り返したことで蓄積したダメージによって引き起こされたものであり、「頭から落とす四天王プロレスの帰着点」であると捉える者もいた。前田日明は「不運な事故ではない」と明言し、「三沢が落ちた瞬間に、全身がバッと青ざめた」という証言を伝えている。一方でザ・グレート・カブキは、三沢の首に激しい試合によってダメージが蓄積されていたことを認めつつも、「（バックドロップでマットに叩きつけられて）首がいったくらいで即死はないと思うんですよ」とし、齋藤に体を持ち上げられた瞬間に心筋梗塞がきたのではないかと推測している。蝶野正洋は当時の三沢の体調面の問題だけでなく、「（2005年に亡くなった）橋本（真也）選手のように、経営者としての心労が大きかったのではないか」と思ったといい、加えて試合と治療に追われて身体を休めることができなかったことで、過労死のような形に近かったと受け取っていると述べている。

### 死後
6月19日に東京・中野区の宝仙寺にて密葬が行われ、200人が参列した。法名は「慈晴院雄道日光」。遺影には「リングの上の栄光の瞬間や社長としてのスーツ姿ではなく、2000年に1度だけ参戦した耐久レースにおいてレーシングスーツを着て笑っている写真」が家族の意向で選出となった。日刊スポーツは「トップレスラーとしてプロレス団体社長として家族として責任を背負い続けてきたので、最後くらいは解放させてあげたい」という家族の配慮があったのかもしれないと推測した。同日には日テレジータスが約4時間の追悼特番を編成するなどし、ノア中継から撤退していた地上波の日本テレビでも追悼特番が献花式後の深夜に放送された。なお、最後の試合になったGHCタッグ選手権試合はFIGHTING TV サムライが収録していたが、試合前のシーンを除きお蔵入りとなった。
7月4日にはディファ有明にて献花式「三沢光晴お別れ会 〜DEPARTURE〜」が開催され、会場にはプロレス関係者や徹夜組のファンなどを含めて約26,000人が参列した。会場に詰め掛けたファンが作った列は最寄りの有明テニスの森駅から始まり、市場前駅を通過し、次の新豊洲駅のさらにその先まで3kmもの列をなした。かつて全日本プロレスのファンであったルポライターの泉直樹は、この現象について以下のように述べている。
三沢の後任の社長には田上明が就任し、2009年秋には追悼興行「GREAT VOYAGE '09 〜Mitsuharu Misawa,always in our hearts〜」が9月27日に日本武道館で、10月3日に大阪府立体育会館で行われた。逝去から1年が経った2010年6月13日にはディファ有明にて一周忌興行が開催された。
三沢の死の翌日（14日）には、大阪プロレスにおいてレフェリーのテッド・タナベが試合終了直後に急性心筋梗塞を発症し、翌日死亡している。プロレス界で立て続けに発生した2件の問題を受け、6月18日に行われた自民党文部科学部会・文教制度調査会の合同会議において、再発防止策や選手の健康管理について意見交換が行われ、プロレス関係者からNOAH・仲田龍取締役、新日本・菅林直樹社長、全日本・武藤敬司社長が、自民党からは同部会長の衆議院議員・馳浩が出席した。仲田は、会議終了後「レフェリーや対戦相手は、戦いながら相手の状況を観察してもらう技術を身に付けてほしい」と再発防止を強調した。

### 年表
- 1962年6月18日、誕生。
- 1978年、足利工業大学附属高等学校に入学、レスリングに入部。
- 1981年4月、全日本プロレス入門。
- 1981年8月21日、デビュー（浦和競馬場正門前特設リング、越中詩郎戦）。
- 1984年3月、越中詩郎と共にメキシコに遠征に出発。メキシコシティなどで試合を行う。
- 1984年7月、極秘帰国し、タイガーマスク（2代目）に変身。
- 1988年5月10日、結婚。
- 1990年5月14日、試合中に自らマスクをとり、素顔の三沢光晴に戻る。
- 1990年6月8日、ジャンボ鶴田とのシングルマッチで勝利を収めた。
- 1992年8月22日、スタン・ハンセンを破って初めて三冠ヘビー級王座を獲得。
- 1994年3月5日、タッグマッチでジャイアント馬場からフォール勝ちを収めた。
- 1999年5月、全日本プロレスの社長に就任。
- 2000年6月、全日本プロレスを退団し、新団体（プロレスリング・ノア）を旗揚げ。
- 2006年9月12日、グローバル・レスリング連盟（GPWA）が発足。初代会長に就任する。
- 2009年6月13日、試合中の事故により意識を失い、搬送先の病院で逝去。46歳没。

### 主な試合
1981年
- 8月21日 - 埼玉・浦和競馬場正門前特設リングにて越中詩郎を相手にプロレスデビュー。
- 10月 - シングル戦初勝利。

1983年
- 4月 - ルー・テーズ杯争奪リーグ戦に出場、決勝で越中に敗れ準優勝。

1984年
- 3月 - 越中と共にメキシコ遠征に出発。メキシコシティなどで試合を行う。

（同年7月極秘帰国し、タイガーマスクに変身）
- 8月26日 - 田園コロシアムにてラ・フィエラを相手に、タイガーマスクとしてのデビュー戦を行い、8分37秒、タイガー・スープレックス'84で勝利。

1985年
- 6月 - 日本武道館にて小林邦昭の持つNWAインターナショナル・ジュニアヘビー級王座にタイトル初挑戦するも敗退（2代目タイガーマスクとして初のフォール負け）。直後から痛めていた左膝の治療と肉体改造（ヘビー級転向をにらんだウエイトアップ）に専念するために試合を欠場。
- 8月 - 両国国技館大会で復帰。小林邦昭の持つNWAインターナショナル・ジュニアヘビー級王座に再挑戦、15分36秒、タイガー・スープレックス'85で勝利しシングル王座初戴冠。
- 10月 - チャボ・ゲレロを相手に王座初防衛。

1986年
- 3月13日 - 日本武道館でのジャパンプロレスとの全面対抗戦で長州力と唯一のシングル対決。長州のサソリ固め返しを披露するなど奮闘するも、リキラリアットでフォール負け。
- 3月 - 後楽園ホール大会のリング上でヘビー級転向を正式に表明する。この時すでに保持しており防衛戦を行っていなかったNWAインターナショナル・ジュニアヘビー級王座を返上する（同年7月にこの王座は世界ジュニアヘビー級王座に改称される）。
- 10月 - 猛虎七番勝負開始。1988年3月までに7戦が行われ、3勝4敗。

1987年
- 7月 - 後楽園ホールにてジャンボ鶴田をパートナーにPWF世界タッグ王座に挑戦し、スタン・ハンセン、テッド・デビアス組に勝利し第3代王者になるも、8日後のリターンマッチに敗れ王座陥落。

1988年
- 1月 - 後楽園ホールにてカート・ヘニングの持つAWA世界ヘビー級王座に挑戦。リングアウト勝ちを収めるがAWAルールにより王座移動はせず。
- 4月 - 両国国技館で開催された「'88格闘技の祭典」のメインイベントに馬場とのタッグで出場、アブドーラ・ザ・ブッチャー、ジョージ・スコーラン組に勝利する。また、同興行にシューティングのエキシビションで出場していた初代タイガーこと佐山聡を激励する形で、初のツーショットが実現している。
  - 5月10日に現夫人と結婚。同時にタイガーマスクの正体を公表する。
- 6月 - 仲野信市・高木功・高野俊二・田上明と共に「決起軍」を結成。
- 9月 - 試合中の怪我で左膝の靭帯を切断。シリーズを数日間欠場しただけで復帰する。

1989年
- 3月 - 日本武道館にてリッキー・スティムボートの持つNWA世界ヘビー級王座に挑戦し敗北。
  - この試合後左膝の怪我が深刻化、手術を受けるために長期欠場に入る。この間に決起軍解散（馬場の「全然、決起してない」という一喝から）

1990年
- 1月 - リング復帰。
- 2月 - 新日本プロレスのリック・フレアー来日中止騒動の余波から「'90 スーパーファイトIN闘強導夢」に天龍とのタッグで出場。自身初の交流戦に挑む。長州力・ジョージ高野に勝利。
- 4月13日 - 全日本・新日本・WWF（現・WWE）の3団体共催による「日米レスリングサミット」を東京ドームにて開催。ブレット・ハートとのシングルマッチを戦い、20分時間切れで引き分ける。
- 4月 - 岡山武道館にて小橋健太をパートナーにカンナム・エクスプレスの持つアジアタッグ王座に挑戦し勝利。第51代王者となった。
- 5月14日 - 試合中に自らマスクを取って投げ捨て、素顔の三沢光晴に戻る。
- 5月17日 - 広島県立総合体育館にてアジアタッグ王座初防衛後に返上。
- 6月8日 - 日本武道館にてジャンボ鶴田との一騎討ち。これに勝利して下の世代で初めて鶴田越えを達成。
- 7月27日、三冠ヘビー級王者のゴディが緊急入院したことを受け、ハンセンとの三冠王者決定戦に臨み、ウエスタン・ラリアットで敗れた。
- 8月の強化合宿にて川田・田上・小橋・菊地毅・浅子覚と共に「超世代軍」結成。

1991年
- 7月 - 石川県産業展示館にて川田をパートナーに世界タッグ王座挑戦、ゴディ&ウィリアムスを破り王座奪取。第17代王者となった。
- 9月 - 日本武道館にて川田をパートナーに鶴田&田上明組と世界タッグ王座防衛戦。フェイスロックにより鶴田から初ギブアップ勝ちを奪う。世界最強タッグ決定リーグ戦に伴い王座返上。

1992年
- 8月 - 日本武道館にてハンセンの持つ三冠統一ヘビー級王座に挑戦、勝利し第10代王者に。
- 12月 - 日本武道館にて川田をパートナーに世界最強タッグ決定リーグ戦最終戦で田上&秋山準組を下し優勝、第20代世界タッグ王者となった。

1993年
- 1月、千葉県体育館にて世界タッグ王座防衛戦、ゴディ&ウィリアムス組に敗れ王座転落。
- 12月 - 日本武道館にて小橋をパートナーに世界最強タッグ決定リーグ戦最終戦で川田&田上組を下し優勝、第24代世界タッグ王者となった。

1994年
- 3月 - 馬場から初のピンフォール勝ち。チャンピオン・カーニバルのダグ・ファーナス戦で喰らったフランケンシュタイナーが原因で歩行困難に。途中リタイアとなった。
- 6月 - 日本武道館にてチャンピオン・カーニバル優勝者の川田利明を相手に三冠統一ヘビー級王座防衛戦、タイガードライバー’91で防衛。
- 7月 - 日本武道館にてスティーブ・ウィリアムスを相手に三冠統一ヘビー級王座防衛戦、ウィリアムスの殺人バックドロップの前に敗れ王座転落。
- 12月 - 日本武道館にて小橋をパートナーに世界最強タッグ決定リーグ戦最終戦でウィリアムス&エース組を下し優勝。第25代世界タッグ王者となった。

1995年
- 1月 - 山形県体育館にて川田&田上組を下し世界タッグ王座初防衛。
- 4月 - チャンピオン・カーニバルの試合中に川田の蹴りを浴びて左眼窩骨折の重傷。以後、試合に出続けて、日本武道館での優勝決定戦で田上に勝利して初優勝。
- 5月 - 札幌中島体育センターにてハンセンの持つ三冠統一ヘビー級王座に挑戦、勝利し第14代王者に。
- 6月 - 日本武道館にて川田&田上組に敗れ世界タッグ王座から転落。初めて川田からピンフォール負けを喫した。
  - この試合は1995年度プロレス大賞年間最高試合賞を受賞。
- 12月 - 日本武道館にて小橋をパートナーに世界最強タッグ決定リーグ戦最終戦で川田&田上組を下し2連覇。

1996年
- 5月 - 札幌中島体育センターにて秋山をパートナーに川田&田上組の世界タッグ王座に挑戦。勝利し第29代王者になる。札幌中島体育センターにて田上を相手に三冠統一ヘビー級王座戦。田上の迎撃式のど輪落としに敗れ王座転落。
- 9月 - 日本武道館にてウィリアムス&エース組に敗れ世界タッグ王座から転落。

1997年
- 1月 - 大阪府立体育会館にて小橋の持つ三冠統一ヘビー級王座に挑戦、40分を越える激闘を制し王座奪取。第17代王者になる。
  - 5月、小橋が超世代軍を正式に離脱。
- 10月21日 - 日本武道館にて小橋を相手に三冠統一ヘビー級王座防衛。この年のプロレス大賞・ベストバウト賞に選ばれる大激闘だった。

1998年
- 4月 - 日本武道館のチャンピオン・カーニバル優勝決定戦で秋山を下し3年ぶりの優勝。
- 5月 - 全日本初の東京ドーム大会開催。川田に敗れ三冠統一ヘビー級王座を失う。長く続く激闘を考慮し、馬場社長の命を受け暫く休養に入る。8月に復帰。
- 9月 - 秋山に敗れた小川良成に試合後寄り添い、タッグチーム「アンタッチャブル」を結成。
- 10月 - 日本武道館にて小橋の持つ三冠統一ヘビー級王座に挑戦。王座奪回に成功し第20代王者に。
  - この試合でプロレス大賞・ベストバウト賞を2年連続受賞。

1999年
- 1月 - 大阪府立体育会館大会で川田に垂直落下式ブレーンバスターで敗れ、王座転落。ただし、川田は右腕尺骨骨折のため直後に王座返上。
- 5月 - 1月に死去したジャイアント馬場の引退興行として行われた東京ドーム大会にて、ベイダーの持つ三冠統一ヘビー級王座に挑戦。王座奪回に成功し第23代王者に。大会後、選手会の強い要請を受け全日本社長に就任、三沢体制が誕生する。
- 8月 - 広島市東区スポーツセンターにてアンタッチャブルとしてノーフィアーの持つ世界&アジア両タッグに挑戦、勝利し第39代世界タッグ王者、第67代アジアタッグ王者に。この時三沢は三冠ヘビー級王座、小川は世界ジュニアヘビー級王座を保持しており、二人で全日本に存在するタイトルを総ナメにした。アジアタッグは即返上。
- 10月 - 愛知県体育館にて小橋&秋山組を相手に世界タッグ王座防衛戦、王座転落。日本武道館にて三冠統一ヘビー級王座にベイダーの挑戦を受けるも、敗北し王座転落。

2000年
- 4月 - チャンピオン・カーニバルでベイダーを裏十字固めで骨折させ、勝利。
- 5月 - 臨時取締役会議にて代表取締役を解任。
- 6月 - 全日本プロレスを退団、プロレスリング・ノアを設立。
- 8月5日 - プロレスリング・ノア旗揚げ戦開催。
- 10月 - 「アンタッチャブル」を「WAVE」に名称を変更、池田大輔と丸藤正道が加わる。
- 12月 - 有明コロシアムにて因縁のベイダーとのシングルマッチをランニングエルボーで勝利。

2001年
- 1月 - 橋本真也とタッグマッチで対戦。闘魂三銃士と初めて手を合わせる。
- 3月21日、団体公認のベルトGHCヘビー級王座をかけたトーナメント戦が開始。
- 4月、有明コロシアムにて高山善廣をエメラルド・フロウジョンで下し初代GHCヘビー級王者となった。
  - 日本テレビにてノアの地上波中継番組「プロレスリング・ノア中継」放送開始。
- 7月 - 旗揚げ1周年興行でノア初の日本武道館に進出。メインで秋山を相手にGHCヘビー級王座防衛戦に臨むも敗北。
- 11月 - 小川をパートナーにベイダー&スコーピオ組からGHCタッグ王座獲得。
- 12月 - 有明コロシアムで高山善廣&大森隆男組（ノーフィアー）に敗れGHCタッグ王座を失う。

2002年
- 5月2日 - 新日本との交流戦で新日本東京ドーム大会に参戦し、蝶野正洋とシングルマッチで対戦、蝶野がジャイアント馬場の得意技であるランニング・ネックブリーカー・ドロップや三沢がアントニオ猪木の得意技である卍固めを掛け合う攻防を展開、30分フルタイムで引き分ける。
- 9月23日 - 「GREAT VOYAGE 2002」日本武道館大会にて高山を下しGHCヘビー級王座奪還に成功、第5代王者に返り咲く。

2003年
- 3月1日 - 「Navigate for Evolution 2003」最終戦 日本武道館大会において、完全復帰を果たした小橋を相手にGHCヘビー級王座防衛戦に挑むも、小橋のバーニング・ハンマーの前に敗れる。
  - この試合は2003年度プロレス大賞ベストバウト賞を受賞。

2004年
- 1月 - 小川とのコンビで新日本の永田裕志・棚橋弘至組に流出していたGHCタッグ王座に挑戦し、ベルト奪還に成功。
- 7月10日 - ノア初の「DEPARTURE 2004」東京ドーム大会を開催。GHCタッグ選手権試合にて全日本の武藤敬司&太陽ケア組と対戦し、防衛に成功。
  - これで三沢は新日本出身の「闘魂三銃士」と全て手を合わせたことになる。

2005年
- 1月23日 - 神戸ワールド記念ホールにおいてスコーピオ&ダグ・ウイリアムス組に敗れGHCタッグ王座を失った。
- 7月18日 - 2年連続となる東京ドーム大会「Destiny 2005」を開催。同大会のメインイベントで川田利明と対戦し、ランニング・エルボーで勝利。
- 9月18日 - 「2nd GREAT VOYAGE 2005」日本武道館大会において、力皇猛の持つGHCヘビー級王座に挑戦するも敗北。
  - これにより1992年より続いていたシングルタイトル挑戦成功率100%の記録が途切れた。

2006年
- 12月10日 - 「GREAT VOYAGE 2006」日本武道館大会において、かつて自身の付き人を務めた丸藤正道の持つGHCヘビー級王座に挑戦。雪崩式エメラルド・フロウジョンで勝利し、第11代王者に返り咲いた。

2007年
- 12月10日 - GHCヘビー級王座を7度防衛。プロレス大賞最優秀選手を史上最高齢で初受賞。プロレス大賞年間最高試合賞を受賞（12月2日の小橋建太復帰戦）。

2008年
- 3月2日 - 森嶋猛のGHCヘビー級王座の挑戦を受けるもバックドロップからフォールされて敗れ、8度目の防衛に失敗し王座から陥落。

2009年
- 5月6日 - 潮崎豪とのコンビでグローバル・タッグ・リーグ戦で優勝した。
- 6月13日 - 広島県立総合体育館グリーンアリーナ（小アリーナ）大会で行われたGHCタッグ選手権試合に王者組の齋藤彰俊&バイソン・スミス組に潮崎とのタッグで挑戦。試合中、齋藤の急角度バックドロップを受けた後、意識不明・心肺停止状態に陥り午後10時10分に広島大学病院で三沢の死亡が確認された。46歳没。

## 得意技
エルボー・バット（エルボー）
右肘を相手の顔面や顎に打ちつける技。三沢を象徴する技として知られ、タイガーマスクとなるためにメキシコから帰国した直後にジャイアント馬場、梶原一騎立会いの下で行われた士道館での合宿特訓において、館長の添野義二から伝授されたといわれる。三沢曰く、ジュニアヘビー級からヘビー級に転向後、自分よりも体の大きな相手と渡り合うための技としてエルボーを用いるようになったといい、元週刊ゴング編集長の小佐野景浩によると三沢にエルボーを使うようになった理由を聞いたところ、三沢は「あの時点で体の悪くない場所が肘しかなかった」、「大きい相手だと持ち上げる技はスタミナを消耗するから、有効なのは打撃系の技になるけど、蹴りだとどうしてもモーション、動作が大きくなってしまうから」と答えたという。また小佐野曰く、タイガーマスクから素顔の三沢に戻った直後の1990年5月26日に行われたタッグマッチ（後楽園ホール、三沢＆田上明＆小橋健太vsジャンボ鶴田＆ザ・グレート・カブキ＆渕正信）において、コーナーで待機していた鶴田にエルボーを繰り出し、場外に転落した鶴田が失神状態に追い込まれたことでエルボーは三沢の代名詞となったという。応用技として走りながら繰り出すランニング式、左右から交互に繰り出すワン・ツー式、体を旋回させながら繰り出すローリング式、リング上から場外にいる相手へ向かって飛びながら繰り出すエルボー・スイシーダ（トペ・エルボー）、座っている相手めがけて（主に後頭部や側頭部）少し離れたところから倒れ込みながらエルボー・バットを決める胴田貫がある。高校の1年後輩で「犬猿の仲」といわれた川田利明に対して繰り出すエルボーは「120%エルボー」と称された。なお、三沢は右肘を保護するためにテニス選手用の保護サポーターに改良を加えたものを着用していた。
エメラルド・フロウジョン
相手を右肩に担ぎ上げ、相手の頭をマットに向けて逆さまに落とす技。技の名前の由来は、三沢のイメージカラーである緑色をした宝石のエメラルドと、相手が滝のように激しくマットに落ちることにある。開発当初は担ぎ上げてから手を持ち替えていたが、落とすまで時間がかかるため持ち替えない方式に改良した。相手の両腕を決めたまま投げ捨てる変形バージョンや、コーナーから雪崩式で放つバージョン、ブレーンバスターの体勢から繰り出すバージョン、ファイヤーマンズキャリーの体勢から繰り出すバージョンもある（詳細はエメラルド・フロウジョンを参照）。全日本時代にここぞという大一番用に開発された垂直落下技だが、ノア時代は定番のフィニッシュ技として使用された。
タイガー・ドライバー
リバースフルネルソンの体勢から相手を持ち上げ、一旦手を離して相手を空中で回転させ、同時に自らも開脚ジャンプし尻餅をつくように着地して相手を背中から叩きつける。2代目タイガーマスク時代の「猛虎七番勝負」の対鶴田戦を前に考案した技で、若手時代に使っていたダブルアーム・スープレックスを基に考案した。
当初の同技は相手の両腕を巻き込み持ち上げ、相手の手首を掴み落下後に両足でフックする固め技の要素も入った技であった。しかし両腕だと相手の体型によっては持ち上げられない可能性があると練習相手となった小橋と改めて考えた結果、リバースフルネルソンの体勢から持ち上げる形に改良された。
タイガー・ドライバー'91
1991年1月26日、後楽園ホールでの田上明とのシングルマッチで初披露。前述のタイガー・ドライバーを、空中で回転させずに腕をロックしたまま、または落とす直前にロックを外して脳天から落とす。着地の方法も尻餅をつくように着地するのではなく膝から着地するという違いがある。元々危険度の高いタイガー・ドライバーをさらに危険にした技で、相手はほとんど受け身がとれずに脳天からマットに落下し、首に大きなダメージを受けることになる。そのため三沢は首に故障を抱えているなど相手にとって危険な場合には落とす際に腕のロックを外し、受け身をとりやすいよう工夫をするようになった。
タイガー・スープレックス（タイガー・スープレックス'84、猛虎原爆固め）
2代目タイガーマスク時代に習得。後から両腕をチキンウィングの体勢にとらえて、両腕を固めたまま後方に投げる。三沢以前にもタイガー・スープレックスを使うレスラーはいたが、三沢の場合両腕を固める際に相手の背中に手の平をつけず、深く固めることに特徴がある。2003年3月1日の小橋戦では、花道から場外マットに向け自らも落下しながら投げ捨て式のタイガー・スープレックスを敢行した。
タイガー・スープレックス'85
2代目タイガーマスク時代の三沢がヒザを故障し、復帰戦の対小林邦昭戦で初公開した三沢のオリジナル技。背後から自らの両腕を相手の両脇に差し入れてスリーパーホールド状に相手をクラッチ、片方の下腕部だけが相手の首から後頭部に回される変形のフルネルソン状態で後方に投げる。三沢曰く、小橋建太のスリーパー・スープレックスと類似点がある。
ジャーマン・スープレックス（原爆固め）
通常のジャーマン・スープレックスのほか、新日本プロレスに参戦していたスタイナー・ブラザーズが日本マットに持ち込んだのをきっかけに投げ捨て式も使うようになった。
ダイビング・ボディ・プレス
タイガーマスク時代に使い始め、ヘビー級転向後も使い続けた三沢の技。通常ダイビング・ボディ・プレスは両手を広げたままコーナーポストから相手に向けて落下するが、三沢の場合は空中で1度屈伸して身体を丸めた後、体を広げる。普通に飛ぶよりも落下速度が増すことから、タイガーマスクとしてのデビュー戦の対戦相手だったラ・フィエラが使っていたのを模倣した。
ダイビング・ネックブリーカー・ドロップ
コーナー最上段から放つネックブリーカー・ドロップ。1994年3月5日の日本武道館大会ではこの技でタッグマッチながら師匠のジャイアント馬場からフォールを奪った。しかし、1996年の田上明との三冠戦ではノド輪落としで捉えられて逆転フォール負けを喫し、王座から陥落している。
ドロップキック
三沢の場合は試合の序盤に相手にドロップキックを仕掛け、その日の体調、身体のキレや疲労を量るのにも用いた。
フェイスロック
タイガーマスクから素顔に戻った後、1991年から使い始めた技。尻餅をついた相手の背後に立ち、左足で相手の左腕をロック、両手で相手の鼻頭を締める。初公開は1991年5月17日の後楽園ホール大会でのタッグマッチ（三沢＆菊地毅 vs ジャンボ鶴田＆渕正信）で、この技で渕からギブアップを奪い勝利している。同年9月4日の日本武道館大会（世界タッグ選手権試合、三沢＆川田vs鶴田＆田上）ではこの技で鶴田を相手にギブアップ勝ちを収めた。ノア時代は痛め技として使用されることが多かった。

## タイトル歴
全日本プロレス
- 三冠ヘビー級王座 : 5回（第10・14・17・20・23代）
- NWAインターナショナル・ジュニアヘビー級王座 : 1回（第17代）
- 世界タッグ王座 : 6回（第17・20・24・25・29・39代）

パートナーは川田利明2回→小橋健太2回→秋山準→小川良成。
- アジアタッグ王座 : 2回（第51・67代）

パートナーは小橋健太→小川良成。
- PWF世界タッグ王座 : 1回（第3代）

パートナーはジャンボ鶴田。
- 新春ヘビー級バトルロイヤル : 優勝1回（1987年）
- チャンピオン・カーニバル : 優勝2回（1995年・1998年）
- 世界最強タッグ決定リーグ戦 : 優勝4回（1992年・1993年・1994年・1995年）

パートナーは1992年が川田利明、それ以降は小橋健太。
プロレスリング・ノア
- GHCヘビー級王座 : 3回（初代・第5・11代）
- GHCタッグ王座 : 2回（第2・8代）

パートナーはいずれも小川良成。
- 初代GHCヘビー級王座決定トーナメント : 優勝1回（2001年）
- グローバル・タッグ・リーグ戦 : 優勝1回（2009年）

パートナーは潮崎豪。
プロレス大賞
- 1982年、新人賞
- 1985年、敢闘賞
- 1990年、殊勲賞
- 1991年、最優秀タッグチーム賞（パートナーは川田利明）
- 1992年、特別大賞
- 1993年、最優秀タッグチーム賞（パートナーは小橋健太）
- 1994年、最優秀タッグチーム賞（パートナーは小橋健太）
- 1995年、年間最高試合賞（川田利明&田上明 vs 三沢光晴&小橋健太）
- 1997年、殊勲賞、年間最高試合賞（三沢光晴 vs 小橋健太）ダブル受賞
- 1998年、年間最高試合賞（三沢光晴 vs 小橋健太）
- 2003年、年間最高試合賞（三沢光晴 vs 小橋建太）
- 2007年、最優秀選手、年間最高試合賞（三沢光晴&秋山準 vs 小橋建太&高山善廣）
- 2009年、特別功労賞

## 入場テーマ曲
- タイガーマスクのテーマ（演奏：寺内タケシとブルージーンズ） - 2代目タイガーマスク時代
- スパルタンX（作曲：Keith Morrison） - ジャッキー・チェンの映画『スパルタンX』の主題歌。
  - 全日本時代当初はノーマル曲だったが、徐々に効果音やアレンジを加えた。サビで明るい曲調に変わってしまうため、マイナーコード基調のAメロ、Bメロを原曲より1回多くループしている。ノア移籍後はピアノの前奏を付け加えた「ノア・バージョン」を使用。入場時には観衆が音楽に合わせて「みっさーわっ! みっさーわっ!」と合いの手を入れていた。2009年3月1日の日本武道館大会より、ニューバージョンが使用された。
  - なお、この曲は三沢よりも早く上田馬之助が入場曲として使用していた[217]。
- その他、映画『惑星大戦争』のサントラ曲や、アニメ『メガゾーン23PART II』のサントラ曲「レッド・ゾーン・ファイター」、佐野元春の「約束の橋」を使用していたこともある[217]。

## プロレス観

### 受け身
三沢は「受け身の天才」と評される。三沢自身、「相手の得意技をわざと受けて身体的な強さをアピールする」ことがプロレスの最高の技術であり、それは「受け身への確固たる自信があるからこそ体現できる」ことだと述べている。三沢は相手の得意技をあえて受けて相手の特徴・長所を十分に引き出し、その上で勝利を目指すことが他の格闘技にはないプロレスの特徴であるとしている。
一方で三沢は、2004年に上梓した著書『理想主義者』において、受け身をとりきれない技が多くなっていると述べており、受け身の取りにくい技としてフルネルソン・スープレックス、ハーフネルソン・スープレックス、タイガー・スープレックス、バーニング・ハンマー、エクスプロイダーなどを挙げていた。また、三沢は同書において近年のプロレスについて、「1試合のうちに脳天から落とされる類の大技を何度も受け、それが毎日のように続く」ことからダメージがどんどん蓄積されると述べ、自身の首にもダメージが蓄積していることを認めていた。上述のように「天才」と称されるほど受け身において高い評価を受けていた三沢がリング禍によって死去したことは、世間に大きな衝撃を与えるものであった。
三沢は受け身の巧拙について、投げられた際にどのようにマットに着地するかを見ればわかると述べている。受け身の下手なレスラーは腰からマットに落ち、次いで後頭部を打ち付ける。そのため、マットにぶつかる音が2回聞こえる。受け身をとりきれない投げ技に対しては、投げられる瞬間に自ら飛んで衝撃を和らげることがダメージを和らげるコツとしている。三沢曰く、オーバーアクション気味に技を受けるレスラーは受け身が上手い（ハーリー・レイス、リック・フレアー）。自ら飛ぶという方法は投げ技だけでなく、ドロップキックやラリアットなどの打撃技にも有効としている。
渕正信は、三沢の受け身の優れた点は、通常レスラーは背中でとるのに対し、首筋の下でとる点にあると評しており、三沢の首筋の下は非常に柔らかかったと述べている。秋山準は「三沢の受け身はどの点が上手いか」という問いに「例えば頭から落とされた時は手からつくんです。かばい手でダメージを逃していました」と答えているが、「手だけでは限界がありますから、首や肩も使わなければならない。それが原因で、三沢さんも首と肩を悪くしていきました」と述べている。丸藤正道は三沢の受け身の中でもアームドラッグの受け身について「三沢さんがズバ抜けて巧かったです。あの体の大きさで、あれだけの受け身を取れるのは」と評している。

### プロレスラーの資質について
レスラーに求められる資質として、前述したように相手の得意技をあえて受けて相手の特徴・長所を十分に引き出し、その上で勝利を目指すための心身の強さを挙げている。また、自分の体型に惚れこむナルシスト的な要素があったほうがトレーニングに打ち込みやすいと述べている。

### パフォーマンス
一流のプロレスラーは「自然と滲み出てくる個性の表れ」がそのままパフォーマンスになることが多いと考え、マイクパフォーマンスをしたり無理に怖い表情を作るといった意図的なパフォーマンスを好まなかった。ただし、全日本の社長に就任して以降はジャイアント馬場が禁じた舌戦などリング外での話題作りを容認した。三沢が初めてリング上で自らマイクを握ったのは、1995年10月に小橋と対戦した三冠戦の試合後に、退場する小橋に「小橋、ありがとう」と叫んだ時のことであった。ただし、三沢はタイガーマスク時代に一度だけ試合後のリングへ乱入したことがあり、それは1988年に行われた「猛虎七番勝負」の最終戦・ジャンボ鶴田戦を4日前に控えた秋田大会で、ジェリー・オーツを相手に勝利を収めた鶴田に攻撃を加えるというものだった。
徳光正行によると、三沢は試合中に倒れた相手を引き起こす際、髪の毛を掴んで行おうとすることを「下品だ」と嫌っていたという。

### 技について
三沢は自身の技について、ヘビー転向後は自分よりも体が大きく体重の重い相手と戦うことが多くなったため、力ではなく技のキレ、落とす角度を重視するようになったと述べている。他のレスラーが使用する技のうち印象に残るものとしては、ジャンボ鶴田のバックドロップ、スタン・ハンセン、小橋建太のラリアットを挙げている。
三沢は「やっている方が楽しくないといけない」という考えから従来プロレス界にあった「若手は派手な技を使ってはいけない」という暗黙のルールを排し、若手であっても大技を使い、先輩レスラーの持ち技を使うことも許可した。三沢自身も小川良成にタイガー・ドライバーを使うことを許可し、「技の繰り出し方が上手い」と評している。

## エピソード

### 緑色
緑は三沢を象徴する色として知られる。三沢はタイガーマスクから素顔に戻った後、緑のロングタイツ を着用した。これは三沢が好きだった正統派外国人レスラーのホースト・ホフマンに倣ったといわれることが多いが、週刊ゴング主任の佐々木賢之によると実際には知人の助言がきっかけで着用するようになった。緑のロングタイツが定着する前に数回ではあるが赤や青のロングタイツを着用したこともある。2000年にプロレスリング・ノアを設立すると、他の団体にはない色という理由から緑色のマットを使用した。

### 人柄
全日本での若手時代にはジャンボ鶴田の付き人を務めたが、鶴田は干渉をあまりしない性格で、その影響から三沢自身も付き人に対し雑用を多く言いつけたり小言を言うことがなかった。徳光によると、これは三沢自身が新人時代に先輩から理不尽な仕打ちを受けた経験から、「自分は下の人間に、おなじようなことは絶対にしない」と心に誓ったのだという。丸藤正道によると三沢は「基本的に自分のことは自分でやる人」だったといい、プロレス・私生活に関してもあれこれ言われたことはなく、付き人時代に一緒に食事に行った際もプロレスの話は絶対にしなかったという。後輩に対しても先輩風を吹かせたりことさら厳しくせず、小佐野景浩によると酒席では他の先輩に飲まされて酔っぱらった浅子覚や井上雅央に対して「無理しなくていいよ。酒は楽しく飲まなきゃ!」とよく言っていたという。
冬木弘道は三沢の人間的な魅力について、「何をするってわけでもないんだけど、女のほうから寄ってくるんだよね。あれは持って生まれた人間の器だと思うよ。若いころから大将の器を持っていたと思う」と評する一方で、「大人しい温厚な男に見えるし、実際もそうなんだけど、いざとなったら凄いよ。ある一線を超えたら三沢は体を張るし、いつでも体を張れるレスラーだよ」とも述べている。冬木は三沢のそうした人柄を表す逸話として、若手時代に地方の会場でヤクザと揉め事になったことを明かしている。冬木によると、ヤクザは"完全に頭に血が上っている"状態で、三沢に対して「テメエ殺すぞ!」と言ってきたのに対し、三沢はそれに動じることなく「殺せるもんなら殺してみろ!」と言い返したといい、冬木は相手に謝ることと三沢をなだめることの両方で大変だったというが、三沢は「いや別に殺すなら殺せばいいんだよ」と言って一切引かなかったという。この出来事から冬木は、「コイツとは絶対にケンカしちゃダメだってのがわかるんだよ。三沢は本当のケンカになったら、最後の最後、息の根が止まるまでやる根性があるってわかるから」、「むやみやたらに凄んでる奴よりも、本当は三沢みたいな男のほうが怖いんだよ」と述べている。
三沢はしばしば男気があると評される。そのような性格を物語る逸話として、冬木弘道の引退興行が挙げられる。若手時代、三沢は冬木と仲が良かった。1990年に冬木がSWSへ移籍したことで両者の交流は途絶えたが、三沢の全日本プロレス退団・ノア旗揚げをきっかけに再び接点が生まれ、2002年4月7日にシングルマッチで対戦した。翌8日、冬木は医師から大腸癌であると宣告され、18日に手術を行いプロレスラーを引退することを決意した。当初冬木は9日の冬木軍興行での試合を引退試合にするつもりで試合後記者会見を行ったが、この事実を知った三沢は急遽6日後のディファ有明を押さえてノアの主催で引退興行を行い、5月5日に予定されていた新団体・WEWの旗揚げ興行（川崎球場）にも全面的に協力。同大会のチケットは全て当日券で発売されたものの、当日はZERO-ONEの所属選手や大仁田厚が参戦したこともあって超満員の観客を動員する大成功を収め、三沢はその収益の全てを冬木に贈った。徳光正行によると、冬木は「俺の人生で、三沢光晴に出会えたことが最高の出来事だった」と語ったという。
新日本プロレス初参戦となった2002年5月2日の東京ドーム大会、対蝶野正洋戦が実現するまでの経緯についても、蝶野が2019年に小橋建太との対談で明かしている。2002年2月、新日本の札幌大会（北海道立総合体育センター）において、蝶野はアントニオ猪木から突如現場監督に指名された。当時の新日本は武藤敬司が中枢社員らを引き連れて全日本へ移籍した直後で経営面で危機的状況に陥り、3月になっても当日の対戦カードは決まらずチケット販売も行われていなかったため、当日試合を中止する可能性もあった。その中で蝶野は三沢に対して「急な話で本当に申し訳ないけど、ウチのドームで自分と一騎打ちをやってほしい」と電話を入れた。この時点で新日本は一週間の内に三沢から電話がなかったら当日の大会を中止する意見で一致していたが、電話から30分後に三沢は「いいよ、やるよ」と蝶野に折り返しの電話を入れ、出場を快諾した。蝶野は当時を振り返り、「あんな短時間だから、たぶん周りには聞かず、社長の一存で決断してくれたんだと思う」、「本来のノアにとって新日本は競合団体なんだけど、プロレス界全体のことを考えて決断してくれたんだと思う」と述べ、小橋は「三沢さんはちゃんとスジを通す人だから、その30分の間に日本テレビに話したかもしれないです。でも、蝶野さんを待たせちゃいけないっていう男気もあって、すぐ動いたんでしょうね」と述べている。この件で蝶野は「業界全体を考えたマッチメイクを返さなきゃいけない」と思うようになったといい、翌2003年5月の新日本東京ドーム大会では、当時のGHCヘビー級王者であった小橋に自身との選手権試合を行うオファーをし、これを実現させている。
仲田龍は、三沢を「損得勘定で動かない人間」、小佐野景浩は「人に左右されず、しっかりと自分というものを持ち、自分自身の判断で人付き合いをする男だった」と評している。ノアの経営者として三沢は、休養中の給料保障、年間の最低保障を定め、所属レスラーを金銭面でバックアップすることに留意した。全日本プロレスの社長時代には、会社の財政状態が厳しいにもかかわらず所属レスラーがかける保険の保険料を全額負担する決断を下している。元週刊ゴング記者の鈴木敦雄によると、1994年にUWFインターナショナルが『94プロレスリング・ワールド・トーナメント』の開催を発表し、そこで自身が招待されて優勝賞金1億円が出されることを知った三沢は、「俺が十何年間、全日本プロレスで頑張ってきたのが無になっちゃう。怒るというより呆れたね」、「ファンは観たいかもしれないけど、それをしたら全日本が好きで観に来てくれるファンを裏切ることになるよ」と怒りを露わにしたという。
没後10年を前に三沢の最後の試合で、バックドロップをかけた齋藤彰俊がLINE NEWSの取材に応じ、三沢が事故の2年前に「もしも俺がリングの上で死ぬことがあったら、その時の相手に伝えてほしい」と親しい友人に託した手紙を受け取っていたことを明かした。「重荷を背負わせてしまってスマン」「きっとお前は俺のことを信頼して、全力で技をかけてくれたのだと思う」「それに俺は応えることができなかった。信頼を裏切る形になった。本当に申し訳ない」「それでも、お前にはプロレスを続けてほしい」「つらいかもしれないが、絶対に続けてほしい」と対戦相手が自らを責めることを予見した内容で、自殺も考えた齋藤は10年たった今もその手紙を巡業用のバッグの中にいつもいれているという。あまり人に見せたことはないものではあったが、節目での公開であった。

### 試合で見せた癖
2代目タイガーマスクとして覆面をつけ視野が狭い状況で試合を続けた影響から、ロープに振られると下を向いて走る癖があった。また、額の汗を指を使ってぬぐう癖があった。

### 家庭環境
三沢によると父親は酒乱で家庭内暴力がひどく、母親を包丁で刺したこともあった。母親は暴れる夫から子供たちを守るために2歳年上の兄と光晴を連れて近所の公園に避難し、いつでも逃げられるように靴や毛布をすぐに持ち出せる準備をしていた。父は兄のことは可愛がり、決して自分に懐こうとしない次男の光晴のことは疎んじていた。幼少期の三沢はいつも「はやく大きくなって親父をぶん殴ってやろう」と考えていたといい、自身が酒を飲むようになってからは、父親のような酔い方はしたくないと思うようになった。三沢は「家族4人がそろって飯を食ったという風景がない」といい、父親に対しては「よくうちに来るやつ」「酔っぱらってうちに来るやつ」という印象しかないという。三沢が小学校1年の時に両親は離婚し、父親とは音信不通になった。高校時代の同期の渡辺優一によると、1年生時の練習終わりに道場の外にあるトレーニング室で三沢が涙を流していたことがあり、心配した渡辺が声をかけると、三沢は「いや、母ちゃんのこと思い出しちゃってさ」と言ったという。プロレスリング・ノアを旗揚げした時期には父親に対して、「今さら俺たち家族の前に顔を現すのだけはやめてくれ」と心情を吐露していた。

### 趣味
徳光正行によると、三沢はヒーローものが好きで、三沢の部屋はヒーローもののグッズで溢れていたという。葬儀の際には三沢が好きだったヒーローものの曲が多くかかった。カラオケに行った際もヒーローものの曲やアニメソングを好んで歌い、丸藤正道によると十八番は「ウルトラマンレオ」と「新造人間キャシャーン」だったという。漫画も好きで、「少年誌から青年誌まで、ほとんど全てを自分で買っていた」という。イラストを描くのも得意で、中学時代に人気だった漫画『タイガーマスク』を描くのも上手だった。プロレスを描いた漫画の中では『1・2の三四郎』について、「プロレスの練習風景を、ここまでリアルに描いた作品は他にないね」と高く評価していたという。
学園もののテレビドラマが好きで特に『スクール☆ウォーズ』、『3年B組金八先生』、『GTO』、『ごくせん』が好きだった。2008年にテレビドラマ、2009年に映画が公開された『ROOKIES』に関しては、潮崎豪に勧めるほど熱中していた。またノアの巡業バスにはモニターが備え付けられていたため移動中はこれで映画を見ることが多く、特にジャッキー・チェンやトム・ハンクス主演の映画を好んだ。
動物好きで、ネコ、イヌ、鳥、カメ、ウサギなどを飼っていた。
スキューバダイビングを好み、年に1度は必ずハワイに行ってダイビングを行っていた。

### プライベート
1999年、交友関係があった一世風靡セピアの武野功雄の結婚披露宴に天龍源一郎や全日本所属レスラーらと出席した際、三沢が下品な内容の祝辞を延々と述べたり武野の女性遍歴を暴露した、天龍が武野の父親の頭を振りまわすなどしたことに激怒した柳葉敏郎とにらみ合いとなったということが伝えられている。天龍と柳葉をなだめていたという哀川翔は伝えられている内容を大筋認めているものの、披露宴に同席した目撃者の女性によると伝えられている内容と事実が違うと明かしている。その女性曰く、実際は酔っぱらった柳葉と哀川が一方的に暴れだし、哀川が「俺がタイガーマスクになる予定だったんだ」と言って近くにいた当時の若手レスラーに凄み、柳葉は酩酊状態でグラスを床に落としながら「プロレスなんて強くない、俺がみんなぶっ飛ばしてやる」と叫んで一方的に突っかかっていこうとしていたところを天龍がなだめていたといい、また三沢が下ネタを言っていた時には揉め事にはなっていなかったと述べている。徳光正行によるとこの後二次会が予定されていたが、三沢は酔い潰れてしまったため参加しなかった。三沢が酔い潰れて飲み会をキャンセルしたのはこの時のみだけだったという。

### 臓器移植への支援活動
ノアの興行で募金活動を行う など、日本移植支援協会の活動を10年近くに渡り支援していた。三沢が臓器移植に大きな関心を持つようになったのは、ジャンボ鶴田が肝臓移植手術中に死去したことがきっかけであった。三沢の死の直後の2009年6月18日、衆議院において臓器移植法の改正A案が可決されたが、この日は三沢自身の47歳の誕生日でもあった。

## 関連書籍

### 著書
- 三沢光晴、蝶野正洋『胎動 プロレス新世紀論』（アミューズブックス、1999年）ISBN 4906613438
- 『船出 三沢光晴自伝』（光文社、2000年）ISBN 4334972756
- 『理想主義者』（ネコ・パブリッシング、2004年）ISBN 4777050475
- 『ドンマイ　ドンマイッ！　プロレスラー三沢からのメッセージ』（ミシマ社、2010年）ISBN 4903908194

### 評伝
- 長谷川博一『チャンピオン 三沢光晴外伝』（主婦の友社、1999年）ISBN 4072245674
- 中田潤『三沢さん、なぜノアだったのか、わかりました―。』（BABジャパン、2000年）ISBN 4894224100
- 長谷川博一『三沢光晴外伝 完結編』（主婦の友社、2009年）ISBN 4072694983
- 徳光正行『伝説になった男～三沢光晴という人～』（幻冬舎、2010年）ISBN 4344018400
- 長谷川晶一『2009年6月13日からの三沢光晴』（主婦の友社、2015年）ISBN 4074129108
- 週刊プロレス編集部『6月13日を忘れない 三沢光晴最後の一日』（ベースボール・マガジン社、2015年）ISBN 4583108826
- 小佐野景浩『至高の三冠王者 三沢光晴』（ワニブックス、2021年）ISBN 4847071352